# Akkajaure
Akkajaure (sámsky Áhkájávrre) je jezero v Laponsku v kraji Norrbotten v severním Švédsku. Jeho rozloha je 240 km². Jezero je umělého původu, vzniklo po výstavbě přehradní hráze u osady Suorva v roce 1923. Přehrada zásobuje vodou hydroelektrárnu Vietas. Maximální hloubka nádrže dosahuje 92 metrů a nadmořská výška hladiny se podle stavu vody pohybuje od 423 do 453 metrů.

## Vodní režim
Protéká jím řeka Lule.

## Ochrana přírody
Jezero se nachází v národním parku Stora Sjöfallet.